# North Barrackpur
North Barrackpur är en stad längs Huglifloden i Indien. Den är belägen i distriktet North 24 Parganas i delstaten Västbengalen. Staden, North Barrackpur Municipality, ingår i Calcuttas storstadsområde och hade 132 806 invånare vid folkräkningen 2011.